# 소켓 479

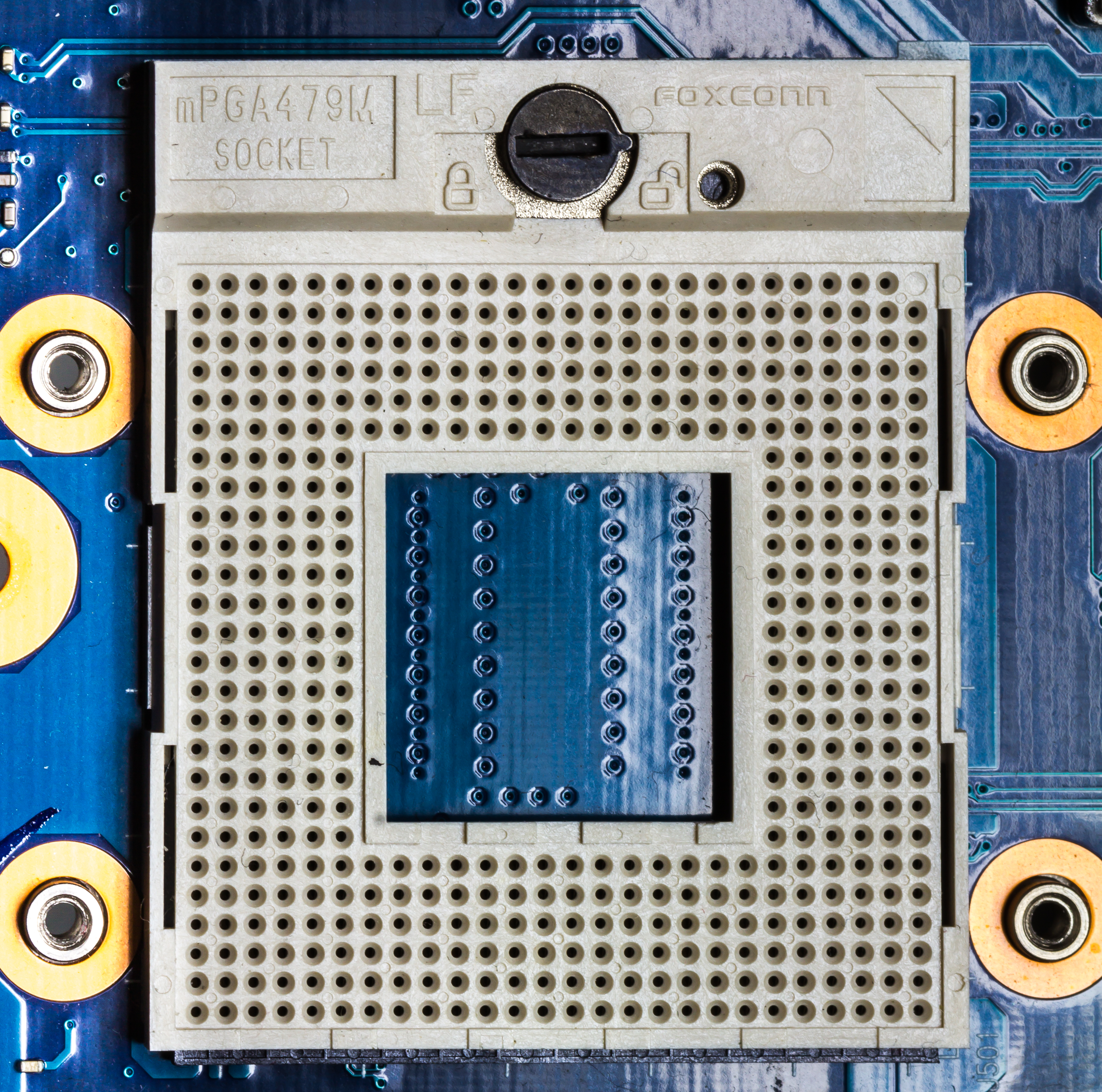

소켓 479(mPGA479M)는 일부 인텔 마이크로프로세서에서 사용되는 CPU 소켓이다. 일반적으로 노트북에 사용되는 펜티엄 M 및 셀러론 M 모바일 프로세서에 사용되는 소켓이지만 Tualatin-M 펜티엄 III 프로세서에도 사용되었다. 인텔의 공식 명칭은 µFCPGA 및 µPGA479M이다.
이 소켓 또는 그 변형을 사용하는 PGA 패키지에는 전기적으로 호환되지 않지만 기계적으로 호환되는 프로세서 제품군이 여러 개 있다.
- 펜티엄 4 및 셀러론 시리즈 데스크탑 CPU용 소켓 478
- 펜티엄 III-M용 소켓 479(2001년 출시)
- 펜티엄 M 및 셀러론 M 3xx용 소켓 479(가장 일반적인 소켓 버전으로 2003년에 출시됨)
- 인텔 코어, 인텔 코어 2, 셀러론 M 4xx 및 5xx 프로세서용 소켓 M
- 코어 2 프로세서용 소켓 P

인텔의 CPU 사양조차도 구별이 충분히 명확하지 않은 것으로 보이며 대신 위 소켓 중 1개 이상에 대해 패키지/소켓 지정 PGA478 또는 PPGA478을 사용한다.
아마도 더 혼란스러운 점은 위의 PGA 기반 CPU 중 일부가 479개의 접점(볼)이 모두 채워진 BGA(더 정확하게는 µBGA 또는 심지어 µFCBGA) 패키지로도 제공된다는 것이다. 이러한 CPU 변형의 경우 인텔의 CPU 사양에서는 BGA479, PBGA479 또는 H-PBGA479라는 명칭을 사용한다. 그러나 이러한 명칭은 BGA 변형이 전혀 사용하지 않는 소켓이 아닌 CPU 패키지 자체를 나타낸다는 점에 유의해야 한다(예를 들어 임베디드 시스템에서 메인보드에 직접 납땜되도록 고안되었다). 이러한 CPU의 BGA가 아닌 대응 제품은 소켓 479뿐만 아니라 위에 언급된 소켓 중 하나를 사용한다.

## 같이 보기
- 인텔 마이크로프로세서 목록
- 인텔 펜티엄 M 마이크로프로세서 목록
- 인텔 셀러론 마이크로프로세서 목록